# Undervisningsskyldighet
Undervisningsskyldighet (USK) är i Sverige den mängd undervisning som lärare enligt är skyldiga att genomföra, före 1995 oftast angiven per vecka, därefter angiven per år.

## Före 1995
Före den 1 januari 1991 reglerades arbetstid och övriga anställningsvillkor i det statliga skolavtalet. Statens Arbetsgivarverk var arbetsgivarpart. Bestämmelserna om arbetstid innehöll under den tiden i huvudsak tre olika komponenter. En av dessa var en för varje lärartjänst i detalj fastställd undervisningstid uttryckt i veckotimmar. En veckotimme motsvarade en lektion på 40 minuter. Beroende på tjänstens innehåll handlade det om mellan 21 och 29 undervisningstimmar per vecka. En annan komponent var en skyldighet för varje lärare att medverka i kollektivt lärararbete under genomsnitt 4 timmar per vecka.
En ytterligare komponent var en protokollsanteckning där det klargjordes att parterna var överens om att fullgörandet av undervisningstiden inte utgjorde en lärares samtliga åligganden, men att dessa åligganden stod i sådan relation till undervisningstiden att undervisningstiden gav uttryck för full tjänstgöring. Skolavtalet innehöll därutöver reglering av en mängd detaljer, bland annat hur olika speciella arbetsuppgifter ledde till nedsättning av undervisningstiden. Den omfattande regleringen hade sin utgångspunkt i skolförordningarnas bestämmelser om vilken undervisning som skulle bedrivas i landet och övriga statliga regleringar om resurstilldelning.
I och med det förändrade huvudmannaskapet genom skolans kommunalisering den 1 januari 1991 övergick ansvaret för att träffa avtal för lärarna från Statens Arbetsgivarverk till Svenska Kommunförbundet. Genom ett avtal som träffades den 18 december 1990 och gällde från och med 1 januari 1991 överfördes det statliga regelverket genom en rad avtal och övergångslösningar till kommunala kollektivavtal, varvid regleringen av arbetstid överflyttades till det kommunala läraravtalet BOK 423.
Under de följande åren skedde en betydande avreglering av skolan. Svenska Kommunförbundet uttryckte i skriften Ska avtalen styra 90-talets skola? sin ambition att radikalt ändra lärarnas löner och arbetstidssystem. Det rådande systemet med undervisningsskyldighet sågs på arbetsgivarsidan som ett kvarvarande hinder mot en friare anpassning av organisationen och verksamheten efter lokala behov. Det ansågs att elevernas resultat skulle komma att tjäna på en annan arbetstidsreglering för lärarna än en som utgick från undervisningstid. Mot denna bakgrund inleddes förhandlingar om nya avtalskonstruktioner för lärarna. Avtalsförhandlingarna under 1990-talets början präglades av den besvärliga ekonomiska situationen och av det s.k. Rehnbergavtalet. Den ekonomiska situationen fick till följd att alla villkor inklusive arbetstidsfrågorna frystes vid avtalsförhandlingarna år 1991 på inrådan av Rehnberggruppen. Förhandlingarna om överenskommelse om lön och allmänna anställningsvillkor, ÖLA 93, var de första egentliga förhandlingarna på skolområdet efter kommunaliseringen. De fördes under lång tid och resulterade i ett avtal som gällde under tiden den 1 april 1993 – 31 mars 1995. Såväl lönesystemsfrågorna som frågorna om arbetstidsreglering förblev oförändrade, men parterna förband sig i en protokollsanteckning att i nästkommande avtal genomföra förändringar i såväl lönesystemet som arbetstidsregleringen. Avtalet gav också en möjlighet att lokalt överenskomma om försöksverksamhet med avvikelser från avtalets regler om arbetstid.

## Efter 1995
Genom avtalet ÖLA 95 som slöts 1995 mellan parterna Svenska Kommunförbundet, Lärarförbundet och Lärarnas Riksförbund, avskaffades undervisningsskyldigheten. Lärarnas arbetstid fastställdes istället till en årsarbetstid. Den av arbetsgivaren reglerade arbetstiden för heltidsanställd arbetstagare är 1360 timmar. Resterande tid är så kallad förtroendearbetstid.
Sedan lärarnas arbetstid började räknas på ett nytt sätt har arbetsbördan ansetts öka. Frågan har varit uppe i avtalsrörelsen 2008 och 2010 utan lösning. 2008 kom Lärarnas samverkansråd överens med Sveriges Kommuner och Landsting, (SKL) först efter medling. I det avtalet (HÖK 07) sköts arbetstidsfrågan till en partsgemensam utredning under ledning av Per Unckel, men det ledde inte till något lösningsförslag.
Från 2008 och 2009 finns cirka 25 centrala tvisteförhandlingar om att skolor i olika kommuner ökat på lärarnas undervisningsskyldighet. Sex kommuner har stämts till Arbetsdomstolen, tre av dem av både Lärarförbundet och Lärarnas Riksförbund, däribland Sollentuna kommun. Tre andra kommuner har stämts enbart av Lärarnas Riksförbund.